# Paul Bryant
Paul Carlton Bryant (Asbury Park, 22 september 1933 – Los Angeles, 4 december 2009) was een Amerikaanse acteur, later organist en jazzpianist, genoemd The Central Avenue Kid.

## Jeugd
Paul Bryant groeide op in zuidelijk Los Angeles. Zijn moeder had theaterwetenschap gestudeerd en trachtte een Hollywood-carrière op te startten. Vanaf 4-jarige leeftijd had Bryant pianoles aan het John Gray Conservatory of Music, waarmee hij 16 jaar doorging. 

## Carrière
Zijn artiestencarrière begon als kinderster, toen hij als tapdanser, zanger en pianist optrad. In 1943 debuteerde hij bij CBS Radio. Al in 1942 had hij zijn eerste filmoptreden in de komedie I Married an Angel van W.S. Van Dyke. Er volgden kleinere rollen in Star Spangled Rhythm van George Marshall en Saratoga Trunk van Sam Wood aan de zijde van Gary Cooper en Ingrid Bergman. In totaal had hij als kind tijdens de jaren 1940 in meer dan 22 films meegewerkt.
Tijdens de jaren 1950 en 1960 werd hij vooral bekend als muzikant van de West Coast Jazz en souljazz, stilistisch sterk gekenmerkt door Jimmy Smith en Jack McDuff. Hij leverde meerdere singles, waaronder They Can't Take That Away from Me, en in totaal acht albums af, die werden uitgebracht bij Pacific Jazz en Fantasy Records. Hij gaf onder andere concerten in de Count Basie Lounge in New York, de BlackBerry Jazz Club in Japan en met regelmaat in de clubs Dynamite Jackson's en Last Word in Los Angeles.
- Bibliothèque nationale de France: cb14159927m (data)
- Catàleg d'autoritats de noms i títols de Catalunya: 981058510223306706
- Gemeinsame Normdatei: 134964470
- International Standard Name Identifier: 0000 0000 4001 4360
- Library of Congress Control Number: no98058013
- MusicBrainz: 55fbc268-678e-4846-81e0-2a537bd6435e
- Virtual International Authority File: 11922008
- WorldCat: E39PBJy4j4WHCWRc7DBj9PwHmd